# Liste der Baudenkmale in Bad Laer
In der Liste der Baudenkmale in Bad Laer sind alle Baudenkmale der niedersächsischen Gemeinde Bad Laer aufgelistet. Die Quelle der Baudenkmale ist der Denkmalatlas Niedersachsen. Der Stand der Liste ist der 25. August 2024.

## Allgemein
In den Spalten befinden sich folgende Informationen:
- Lage: die Adresse des Baudenkmales und die geographischen Koordinaten. Kartenansicht, um Koordinaten zu setzen. In der Kartenansicht sind Baudenkmale ohne Koordinaten mit einem roten Marker dargestellt und können in der Karte gesetzt werden. Baudenkmale ohne Bild sind mit einem blauen Marker gekennzeichnet, Baudenkmale mit Bild mit einem grünen Marker.
- Bezeichnung: Bezeichnung des Baudenkmales
- Beschreibung: die Beschreibung des Baudenkmales. Unter § 3 Abs. 2 NDSchG werden Einzeldenkmale und unter § 3 Abs. 3 NDSchG Gruppen baulicher Anlagen und deren Bestandteile ausgewiesen.
- ID: die Objekt-ID des Baudenkmales
- Bild: ein Bild des Baudenkmales, ggf. zusätzlich mit einem Link zu weiteren Fotos des Baudenkmals im Medienarchiv Wikimedia Commons. Wenn man auf das Kamerasymbol klickt, können Fotos zu Baudenkmalen aus dieser Liste hochgeladen werden:

## Einzeldenkmale
| Lage                                                                                 | Bezeichnung                                         | Beschreibung | ID       | Bild           |
| ------------------------------------------------------------------------------------ | --------------------------------------------------- | --- | -------- | -------------- |
| Laer 52° 6′ 24″ N, 8° 5′ 6″ O                                                        | Steinkreuz                                          | Steinkreuz aus Kalkstein. H. 1,53 m; Br. 0,84 m; D. 0,15 m. Asymmetrisch, zum hohen Kopf unverhältnismäßig kurze und ungleichmäßig lange Arme. Der Kopf ist in der Längsachse etwas verschoben. | 28949118 | Weitere Bilder |
| Laer 52° 6′ 9″ N, 8° 5′ 19″ O                                                        | Kirchhofsburg                                       | Die ehemalige Kirchhofsburg hatte eine Grundfläche von ca. 100 × 100 m. Der nördl. Abschluss wird heute markiert von einer einfachen Bruchsteinmauer von 0,6 m Br. Im W, S und O besteht noch heute eine geschlossene Bebauung mit Wohnhäusern, die z. T. noch aus dem 17./18. Jh. stammen, mit mehreren Durchgängen zur Kirche. Im Zentrum liegt der alte Friedhof, nördl. davon die beherrschende Kirche. Reste von ehemaligen Befestigungsanlagen sind obertägig nicht erhalten. | 28970665 | BW             |
| Hardensetten, Warendorfer Str. 30 52° 5′ 4″ N, 8° 4′ 54″ O                           | Hof Wahlmeyer, Speicher                             | Im Nordosten der ehemaligen Hofanlage gelegener zweistöckiger Speicher, auf den Giebelseiten zweifach über Knaggen vorkragender Fachwerkbau, Satteldach, errichtet 1728 (i). | 39173946 | BW             |
| Winkelsetten, Hörstkamport 3 52° 4′ 29″ N, 8° 5′ 7″ O                                | Hof Kleine-Hörstkamp, Speicher                      | Im Norden der Hofanlage gelegener zweigeschossiger Speicher, Fachwerkbau mit massivem Erdgeschoss aus Sandsteinmauerwerk, Giebelseiten zweimal vorkragend, Geschoss- und Dachbalken eingezapft, Satteldach, errichtet 1718 (i). Nördlich der Backofenanbau erhalten. | 42908852 | BW             |
| Laer, Am Kirchplatz 52° 6′ 9″ N, 8° 5′ 20″ O                                         | Mariä Geburt                                        | Katholische, neogotische, dreischiffige Hallenkirche, Massivbau mit Außenwänden aus Laerer Piepstein, Säulen und Zierelemente im Inneren aus Ziegelstein sowie Pfeilerbünde aus handgeformten Ziegeln, polygonaler Chorabschluss, errichtet 1871–74 nach Plänen des Architekten und Dombaumeisters Johann Bernhard Hensen, unter Einbeziehung des romanischen Westturmes aus dem 11. Jahrhundert. Westturm als Wehrturm mit gotischen Treppengiebeln und Satteldach. Die markante Giebelreihung der Querdächer über den Seitenschiffjochen setzt sich nach dem mächtigem Querhaus auch am Chorpolygon fort (vgl. Sögel, Lengerich, St. Benedikt.) Zwischen den einzelnen Giebeln weit auskragende Wasserspeier, die von kleinen stilisierten Säulen gestützt werden (vgl. Hensen, Essen/Oldenburg, St. Bartholomäuskirche). Detailreich gestaltetes Maßwerk der großen Spitzbogen- und darüberliegenden Rundfenster. Von der neogotischen Ausstattung die Buntglasfenster erhalten. Weiterhin Holzplastiken des 18. Jahrhunderts sowie liturgisches Gerät aus dem 17. und 18. Jahrhundert. | 45774454 | Weitere Bilder |
| Laer, Thieplatz 5 52° 6′ 3″ N, 8° 5′ 19″ O                                           | Wohn-/Geschäftshaus                                 | Unmittelbar südlich der Straße gelegenes, zweigeschossiges Wohn- und Geschäftshaus, massiver Putzbau, straßenseitige Betonung der Mittelachse durch Fachwerk-Giebelaufbau, Quaderputz, profilierte Öffnungsumrandungen mit Sturzgesimsverzierungen, Walmdach, errichtet um 1900. | 45774819 |                |
| Laer, Am Kirchplatz 4 52° 6′ 8″ N, 8° 5′ 23″ O                                       | Kirchhöfer, Wohn-/Wirtschaftsgebäude                | Südöstlich der Kirche gelegenes Wohn-/Wirtschaftsgebäude als Teil der Kirchhöfersiedlung, Vierständerbau, Wirtschaftsgiebel mit Vorkragung über Konsolenknaggen und einseitig mit sogenanntem Vorschöppken, Fachwerk mit verputzten Gefachen, Satteldach, errichtet 1772 (i). | 45775425 |                |
| Laer, Thieplatz 1 52° 6′ 3″ N, 8° 5′ 16″ O                                           | Wohn-/Wirtschaftsgebäude                            | Von der Straße weit zurückgesetztes Wohn-/Wirtschaftsgebäude, Dreiständerbau, Fachwerk mit verputzten Gefachen, eine Traufseite und ein Giebel massiv ersetzt, Satteldach, errichtet 1766 (i). | 45775647 |                |
| Laer, Bahnhofstraße 7 52° 6′ 9″ N, 8° 5′ 24″ O                                       | Kirchhöfer, Speicher                                | Östlich der Kirche gelegener, zweigeschossiger Speicher, verputzter Massivbau, teilweise Trauf- und Geschossgesims, Sandsteinumrundungen platzseitig, vorlegte Treppe, Halbwalmdach, errichtet 1823 (i). Zu Wohnhaus und Gaststätte umgebaut. | 45776059 | Weitere Bilder |
| Laer, Bielefelder Straße 27 52° 6′ 7″ N, 8° 5′ 44″ O                                 | Villa                                               | Von der Straße zurückgesetzte, freistehende Villa, Putzbau mit Sandsteinsockel, Mittelrisalit mit Balkon östlich, mittiger Eingangsbereich südlich, bewegte Dachlandschaft mit Walmdach, Satteldach, Mansarddach sowie Mansardgiebeln, errichtet um 1910. Wenige Jugendstilelemente erhalten. | 45776441 | BW             |
| Laer, Remseder Straße (südöstlich von Nr. 1) 52° 6′ 21″ N, 8° 5′ 32″ O               | Kapelle Leiber                                      | Westlich der Straße gelegene Kapelle mit polygonalem Grundriss, Massivbau mit kleiner Vorhalle, gotische Stilelemente, errichtet um 1890. | 45776454 | Weitere Bilder |
| Laer, Paulbrink 11 52° 6′ 7″ N, 8° 5′ 20″ O                                          | Wohn-/Geschäftshaus                                 | Inmitten des Ortskerns an einer Kreuzung gelegenes, freistehendes, zweigeschossiges Wohn- und Geschäftshaus, klassizistischer Putzbau, Wandgliederung mittels Lisenen, Traufgesims mit Konsolen, stark profilierte Umrandungen, Sturzgesimse, Fensterbankriegel, Satteldach einseitig abgewalmt, errichtet 1828 (i). Östlich ein zweigeschossiger Fachwerkbau mit Satteldach von um 1800 in den Baukörper eingebunden. | 45776597 |                |
| Laer, Brinkstraße 4 52° 6′ 10″ N, 8° 5′ 15″ O                                        | Wohn-/Geschäftshaus                                 | Giebelständiges, zweigeschossiges Wohn- und Geschäftshaus, Bruchsteinbau mit Pilastergliederung, stark profiliertes Geschossgesims, Öffnungen mit Sandsteinumrandungen, mittiger Eingangsbereich mit vorgelegter Treppe, Satteldach, errichtet um 1850. | 45776642 |                |
| Laer, Paulbrink 4 52° 6′ 8″ N, 8° 5′ 18″ O                                           | Ehemalige Hofanlage Jobst, Wohn-/Wirtschaftsgebäude | Im Ortskern gelegenes, traufständiges Wohn-/Wirtschaftsgebäude, Vierständerbau, Giebel mit profilierten Knaggen, Fachwerk mit verputzten Gefachen, Satteldach mit Zwerchhäusern beidseitig, errichtet 1768 (i). Wohngiebel mit Anschluss an modernen Anbau. | 45776863 |                |
| Hardensetten, Dammweg (östlich von Nr. 30) 52° 4′ 27″ N, 8° 3′ 21″ O                 | Wegekapelle                                         | An einer Wegekreuzung gelegene Wegekapelle, kleiner massiver Putzbau mit spitzbogiger Öffnung und Satteldach, errichtet um 1920. | 45781917 | BW             |
| Müschen, Alte Poststraße (nordwestlich von Nr. 5) 52° 5′ 9″ N, 8° 6′ 37″ O           | Wegekapelle                                         | Südlich der Straße gelegene Wegekapelle, kleiner, verputzter Massivbau, dezent gestaffelter Giebel mit Rundbogenöffnung, errichtet um 1900. | 45782070 | Weitere Bilder |
| Müschen, Fleethweg 2 52° 4′ 54″ N, 8° 6′ 54″ O                                       | ehem. Hofanlage, Wohn-/Wirtschaftsgebäude           | Von der Straße zurückgesetztes Wohn-/Wirtschaftsgebäude, Vierständerbau, Fachwerk mit verputzten Gefachen, Wohnteil mit beidseitiger Erweiterung, Satteldach, errichtet wohl ursprünglich um 1860, 1901 (i) wohl umgebaut. | 45782979 |                |
| Hardensetten, Lohof 52° 6′ 11″ N, 8° 2′ 11″ O                                        | Kruzifix                                            | Direkt an der Straße und Hofeszufahrt zum östlich gelegenen Hof Lohmeyer steht in einem Waldstück das hölzerne Kruzifix auf massivem Sockel, errichtet wohl im ersten Drittel des 20. Jahrhunderts. | 45783179 | BW             |
| Müschen, Fleethweg 5 52° 4′ 50″ N, 8° 6′ 47″ O                                       | Hof Buddendick, Wohn-/Wirtschaftsgebäude            | Inmitten der Hofanlage gelegenes Wohn-/Wirtschaftsgebäude, Vierständerbau, Fachwerk mit verputzten Gefachen, Wohngiebel mit quergestellter Erweiterung, Satteldach, errichtet 1860 (i). Firstparallel westlich ein Scheunenanbau. | 45783212 | BW             |
| Müschen, Kirchweg 5 52° 5′ 47″ N, 8° 6′ 31″ O                                        | Hof Düskebrake, Heuerhaus                           | Giebelständiges Heuerhaus, Zweiständerbau, Fachwerk mit verputzten Gefachen, Satteldach, errichtet 1776 (i). | 45783343 | BW             |
| Müschen, Kirchweg 8 52° 5′ 52″ N, 8° 6′ 37″ O                                        | Hof Düskebrake, Speicher                            | Westlich des Haupthauses gelegener, steinwerkähnlicher Speicher, massiver Bruchsteinbau mit hohem Unterbau und Sandsteinumrandungen, außenliegende Treppe und Zugang traufseitig, Satteldach, errichtet 1849 (i). | 45783643 | BW             |
| Müschen, Kirchweg 8 52° 5′ 54″ N, 8° 6′ 39″ O                                        | Hof Düskebrake, Scheune                             | Im Norden der Hofanlage gelegene Scheune, Bruchsteinbau mit Fachwerkgiebeln und seitlichen Abschleppungen, Längsdurchfahrten, Satteldach, errichtet 1842 (i). | 45783665 | BW             |
| Müschen, Versmolder Straße 31 52° 4′ 55″ N, 8° 7′ 24″ O                              | Rottmühle                                           | Südlich des Baches gelegene Wassermühle, Fachwerkbau mit kleinen Erweiterungen, Krüppelwalmdach, errichtet um 1850. Bis 1970er Jahre als Sägemühle und zur Stromerzeugung genutzt. | 45785271 | BW             |
| Hardensetten, Örtlingerort (nördlich von Nr. 2) 52° 5′ 44″ N, 8° 3′ 50″ O            | Bildstock                                           | An einer Wegegabelung gelegener Bildstock, Naturstein mit figürlicher Darstellung, Sockel und Schaft mit Inschrift. | 45786928 | BW             |
| Müschen, Zum Dreiländereck 2 52° 4′ 25″ N, 8° 6′ 8″ O                                | Hof Bevermann, Heuerhaus                            | Am Ende eines Stichweges gelegenes Heuerhaus, Dreiständerbau, Wirtschaftsgiebel mit Ausluchten beidseitig, Fachwerk mit verputzten Gefachen, Satteldach, errichtet um 1860. | 45787001 | BW             |
| Hardensetten, Örtlingerort (südöstlich von Nr. 6) 52° 5′ 30″ N, 8° 4′ 8″ O           | Wegekreuz                                           | An einer Wegekreuzung gelegenes hölzernes Kruzifix mit massivem Sockel. | 45787025 |                |
| Müschen, Zum Dreiländereck 4 52° 4′ 30″ N, 8° 6′ 19″ O                               | Hof Bevermann, Heuerhaus                            | Giebelständig zu einem kleinen Stichweg gelegenes Heuerhaus, Dreiständerbau mit einseitiger Kübbung, Wirtschaftsgiebel mit einseitiger Auslucht, Fachwerk mit verputzten Gefachen, Satteldach, errichtet 1853 (i). | 45787196 | Weitere Bilder |
| Hardensetten, Örtlingerort 2 52° 5′ 42″ N, 8° 3′ 52″ O                               | Hof Horstmann, Wohn-/Wirtschaftsgebäude             | Inmitten der Hofanlage gelegenes Wohn-/Wirtschaftsgebäude, Vierständerbau, Fachwerk mit verputzten Gefachen, Wohnbereich erweitert, Satteldach, errichtet 1873 (i). | 45787264 | BW             |
| Remsede, Antoniusstraße 14 52° 7′ 39″ N, 8° 6′ 40″ O                                 | Hofkapelle                                          | Im Süden der Hofanlage gelegene, kleine Wegekapelle als schlichter, massiver Putzbau, errichtet wohl um 1930. | 45787431 | BW             |
| Remsede, Glaner Weg (östlich von Nr. 1) 52° 7′ 36″ N, 8° 6′ 0″ O                     | Wegekapelle                                         | An einer Straßengabelung gelegene Wegekapelle, schlichter kleiner massiver Putzbau, Rundbogenöffnung über profiliertem Gesims, errichtet um 1930. | 45787617 | BW             |
| Hardensetten, Warendorfer Straße 28 52° 5′ 6″ N, 8° 4′ 56″ O                         | Hof Dahlmeyer, Heuerhaus                            | Fast traufständig zur Hauptstraße gelegenes Heuerhaus, Zweiständerbau, Fachwerk mit verputzten Gefachen, Südgiebel mit Auslucht, Satteldach, errichtet 1733 (i). | 45787896 | BW             |
| Remsede, Münsterstraße o.Nr. 52° 8′ 10″ N, 8° 6′ 46″ O                               | Wegekapelle                                         | Ursprünglich an einer Straßengabelung, in einem Vorgarten gelegene Wegekapelle, kleiner Ziegelbau mit schlichten gotischen Stilelementen wie spitzbogige Öffnung, Kreuzblume als Giebelbekrönung, errichtet um 1890. Die Kapelle wurde nachträglich wohl um einige Meter versetzt. | 45788107 | BW             |
| Remsede, Hauptstraße (westlich bis südwestlich von Nr. 4) 52° 7′ 20″ N, 8° 5′ 52″ O  | Wegekapelle                                         | Freistehende, kleine Wegekapelle, verputzter Massivbau mit geschweiftem Giebel, kragbogenartiger Öffnung, flankiert von den Giebel tragenden Säulen, errichtet um 1930. | 45788259 | BW             |
| Remsede, Hauptstraße 15 52° 7′ 40″ N, 8° 6′ 1″ O                                     | Hof Sautmann, Wohn-/Wirtschaftsgebäude              | Am Ende eines kleinen Stichweges gelegenes Wohn-/Wirtschaftsgebäude, Zweiständerbau, Fachwerk mit verputzten Gefachen, Satteldach, errichtet 1873 (i). | 45788449 | BW             |
| Remsede, Hauptstraße 33 52° 7′ 47″ N, 8° 6′ 20″ O                                    | St. Antonius                                        | Inmitten des Siedlungskerns gelegene, einschiffige Kirche, verputzter Massivbau, Öffnungen mit Sandsteinumrandungen, Satteldach, errichtet 1932 unter Einbeziehung von mittelalterlichen Teilen im Bereich der Apsis. Eingezogener viereckiger Turm wohl 1959. Beidseitig Raumerweiterungen mit Walmdächern. Sakristeianbau. Im Inneren Apsis mit Spitzgewölbe, einige Fenster mit Maßwerk und Ausstattung des 16.-18. Jahrhunderts. | 45794039 | Weitere Bilder |
| Remsede, Hilterstraße 5 52° 7′ 41″ N, 8° 6′ 26″ O                                    | Hof Brune, Wohn-/Wirtschaftsgebäude                 | Inmitten des Siedlungskerns gelegenes Wohn-/Wirtschaftsgebäude, hallenhausähnlicher Putzbau, Fassadengestaltung mittels Quadersockel, Eckbetonungen und Öffnungsumrandungen mit geschweiftem Sturz, Wohnteil mit beidseitiger Erweiterung, Satteldach, errichtet 1865 (i). | 45795971 | BW             |
| Remsede, Sentruper Weg (östlich von Nr. 5) 52° 7′ 49″ N, 8° 6′ 15″ O                 | Wegekapelle                                         | Westlich des Weges gelegene Wegekapelle, kleiner Ziegelbau mit schlichten gotischen Stilelementen wie der spitzbogigen Öffnung, errichtet um 1890. | 45796080 | BW             |
| Westerwiede, Remseder Straße 15 52° 7′ 3″ N, 8° 5′ 13″ O                             | Hof Wilkenshoff, Heuerhaus                          | Isoliert gelegenes Heuerhaus, Vierständerbau, Fachwerk mit verputzten Gefachen, Satteldach, errichtet um 1880. | 45796533 | BW             |
| Westerwiede, Venner Ring (westlich von Nr. 22) 52° 6′ 28″ N, 8° 3′ 33″ O             | Wegekapelle                                         | An einer Straßenkreuzung gelegene Wegekapelle, Massivbau mit spitzbogiger Öffnung, in eine kleine, niedrig umfriedete Anlage eingebettet, errichtet 1913 (i). | 45797159 | BW             |
| Westerwiede, Venner Ring 26 52° 6′ 26″ N, 8° 3′ 54″ O                                | Hof Biedenstein, Wohn-/Wirtschaftsgebäude           | Isoliert gelegenes Wohn-/Wirtschaftsgebäude, Zweiständerbau, Fachwerk mit verputzten Gefachen, Satteldach, errichtet um 1800. | 45797324 | BW             |
| Remsede, Wechel 2 52° 8′ 3″ N, 8° 5′ 31″ O                                           | Hof Schönebeck, Backhaus                            | Im Norden der Hofanlage gelegenes Backhaus, Fachwerkbau mit verputzten Gefachen, Dachbalken eingezapft, Satteldach, errichtet wohl im 18. Jahrhundert. | 45797855 | BW             |
| Remsede, Weggenrode (westlich von Nr. 11) 52° 7′ 30″ N, 8° 7′ 3″ O                   | Wegekapelle                                         | An einer Wegegabelung gelegene Wegekapelle, kleiner Massivbau aus Sandsteinmauerwerk mit Ziegelumrandungen, errichtet um 1920. | 45797996 | BW             |
| Winkelsetten, Steinweg (bei Nr. 4) 52° 5′ 20″ N, 8° 5′ 21″ O                         | Hof Hiltermann, Kruzifix                            | Neben einem ehemaligen Bauerschaftsweg gelegenes massives Kruzifix, Sockel mit Inschrift „Ich bin/ der Weg/ die/ Wahrheit/ und/ das Leben“. | 45798903 | BW             |
| Winkelsetten, Steinweg 4 52° 5′ 20″ N, 8° 5′ 24″ O                                   | Hof Hiltermann, Wohn-/Wirtschaftsgebäude            | Inmitten der ehemaligen Hofanlage gelegenes Wohn-/Wirtschaftsgebäude, Massivbau mit hallenhausähnlichem Wirtschaftsteil mit Längsdurchfahrt, quergestelltem zweigeschossigem Wohnteil aus Ziegelmauerwerk mit Sandsteinumrandungen, Satteldächer, errichtet 1872 (i). | 45798951 | BW             |
| Winkelsetten, Warendorfer Straße (nordwestlich von Nr. 29) 52° 4′ 12″ N, 8° 4′ 41″ O | Wegekapelle                                         | Direkt neben der Hauptstraße gelegene Wegekapelle, kleiner Putzbau, errichtet um 1930. | 45799066 | BW             |
| Winkelsetten, Winkelsettener Ring (bei Nr. 7) 52° 5′ 38″ N, 8° 5′ 39″ O              | zu Hof Mönter, Wegekapelle                          | Unmittelbar südlich der Straße gelegene Wegekapelle, kleiner Backsteinbau mit schlichten gotischen Zierelementen, wie der spitzbogigen Öffnung, errichtet um 1930. | 45799163 | Weitere Bilder |
| Winkelsetten, Winkelsettener Ring 14 52° 5′ 25″ N, 8° 5′ 35″ O                       | Hof Niehaus, Wegekapelle                            | An einer Wegegabelung gelegene Wegekapelle, kleiner Ziegelbau mit schlichten gotischen Zierelementen, wie der spitzbogigen Öffnung, errichtet um 1920. | 45799307 | Weitere Bilder |
| Winkelsetten, Winkelsettener Ring 22 52° 5′ 36″ N, 8° 5′ 12″ O                       | Hof Steinbrink, Wohn-/Wirtschaftsgebäude            | Inmitten der Hofanlage gelegenes Wohn-/Wirtschaftsgebäude, hallenhausartiger Putzbau, Wohnteil mit beidseitiger Erweiterung, Fassadengliederung mittels Eckbetonung und Sandsteinumrandungen, Satteldach, errichtet 1875 (i). | 49864299 | BW             |

## Kreuzweg Kalvarienberg
Von der Glandorfer Straße über eine Treppenanlage und an einer alleeartigen Zuwegung gelegener Kreuzweg, mit Kapelle von 1857, Kreuzwegstationen wohl von 1860/61, Nothelferstelen und Kreuzigungsgruppe von 1930 am höchsten Punkt.
| Lage                                                      | Bezeichnung       | Beschreibung | ID       | Bild           |
| --------------------------------------------------------- | ----------------- | --- | -------- | -------------- |
| Hardensetten, Glandorfer Straße 52° 5′ 35″ N, 8° 3′ 10″ O | Kapelle           | Auf einem erhöhten Plataue gelegene neogotische Kapelle, massiver Ziegelbau, errichtet 1857 (i) von Vikar Sommer. Nach Norden Treppenanlage und alleeartiger Weg durch Grüngehölz mit 14 Kreuzwegstationen von 1860/61, 14 Nothelferstelen und Hügel mit Kreuzigungsgruppe anschließend. | 45782004 | Weitere Bilder |
| Hardensetten, Glandorfer Straße 52° 5′ 39″ N, 8° 3′ 7″ O  | Kreuzwegstationen | Nach Norden zum höchsten Punkt und der Kreuzigungsgruppe zulaufender Kreuzweg, ca. 275 m lang, an einer alleeartigen Wegeführung durch ein kleines Wäldchen auf der westlichen Seite. 14 Kreuzwegstationen im Abstand von 15 m, Bamberger Sandstein mit Refliefs und Inschrifttafeln, errichtet ab 1854 zunächst als hölzerne Stationen, ab 1861 durch diese steinernen der Werkstatt Jean Baptist Prang in Münster ersetzt. | 51807757 | Weitere Bilder |
| Hardensetten, Glandorfer Straße 52° 5′ 43″ N, 8° 3′ 6″ O  | Kreuzigungsgruppe | Am höchsten Punkt des Kreuzweges und als Abschluss gelegene Kreuzigungsgruppe, hölzernes Kruzifix, Steinfiguren, aufgestellt 1930. | 51809155 |                |
| Hardensetten, Glandorfer Straße 52° 5′ 37″ N, 8° 3′ 9″ O  | Stelen            | | 51809212 | BW             |

## Hof Bevermann
Isoliert an einem Bauerschaftsweg gelegene Hofanlage, mit Wohn-/Wirtschaftsgebäude von 1809 (i) und Stall von 1681 (i).
| Lage                                                    | Bezeichnung              | Beschreibung | ID       | Bild |
| ------------------------------------------------------- | ------------------------ | --- | -------- | ---- |
| Müschen, Versmolder Straße 24 52° 4′ 42″ N, 8° 6′ 50″ O | Wohn-/Wirtschaftsgebäude | Im Norden der Hofanlage gelegenes Wohn-/Wirtschaftsgebäude, Vierständerbau, Fachwerk mit verputzten Gefachen. Satteldach, errichtet 1809 (i). Im Inneren das Gerüst erhalten, Flettdielengrundriss mit Scherwand. Beide Ständerinnenreihen teils mit geschwungenen Kopfbändern. | 45783879 | BW   |
| Müschen, Versmolder Straße 24 52° 4′ 41″ N, 8° 6′ 50″ O | Stallscheune             | Westlich des Haupthauses gelegener Stall, Fachwerk mit Ziegelausmauerung, Längsdurchfahrt, Satteldach, errichtet wohl bereits 1681 (i). Bei dem Gebäude handelt es sich um eines der ältesten in der Bauerschaft.                                                               | 45783924 | BW   |

## Hofanlage Ehlermann
Im Ortskern gelegene Hofanlage, mit Wohn-/Wirtschaftsgebäude und direkt anschließender Scheune, errichtet um 1791.
| Lage                                              | Bezeichnung                              | Beschreibung | ID       | Bild           |
| ------------------------------------------------- | ---------------------------------------- | --- | -------- | -------------- |
| Laer, Iburger Straße 1 52° 6′ 5″ N, 8° 5′ 14″ O   | Giebelständiges Wohn-/Wirtschaftsgebäude | Vierständerbau, Fachwerk mit verputzten Gefachen, Wohngiebel massiv, Satteldach, errichtet 1791 (i). Wirtschaftsgiebel mit Stallanbau.                                                                              | 45780163 | Weitere Bilder |
| Laer, Iburger Straße 1 A 52° 6′ 5″ N, 8° 5′ 14″ O | Scheune                                  | Am Wohngiebel des Wohn-/Wirtschaftsgebäudes unmittelbar anschließende Scheune, Fachwerk mit verputzten Gefachen, traufseitig eine mittige Durchfahrt, Satteldach, errichtet wohl zusammen mit dem Wohnhaus um 1791. | 45780245 |                |

## Hof Hellmich, ehemals Dünnemeyer
Südlich des Remseder Baches gelegene Hofanlage, mit Wohn-/Wirtschaftsgebäude von 1862 (i) und Scheune von 1728 (i).
| Lage                                               | Bezeichnung              | Beschreibung | ID       | Bild |
| -------------------------------------------------- | ------------------------ | --- | -------- | ---- |
| Westerwiede, Fockellau 12 52° 7′ 6″ N, 8° 4′ 14″ O | Wohn-/Wirtschaftsgebäude | Inmitten der Hofanlage gelegenes Wohn-/Wirtschaftsgebäude, Zweiständerbau, Fachwerk mit verputzten Gefachen, Wirtschaftsgiebel 1912 (i) durch Bruchsteinwand ersetzt, traufseitig vorgezogene Ziegelwand, Wohnteil mit beidseitiger Erweiterung, Satteldach, errichtet wohl ursprünglich 1862 (i). | 45789025 | BW   |
| Westerwiede, Fockellau 12 52° 7′ 5″ N, 8° 4′ 14″ O | Scheune                  | Südwestlich des Haupthauses gelegene Scheune, Mischbauweise, größtenteils in Fachwerk mit verputzten Gefachen errichtet, Längsdurchfahrt, Satteldach, errichtet 1728 (i). | 45789087 | BW   |

## Hof Lohmeyer
Im Nordwesten der Gemarkung, isoliert gelegene Hofanlage, mit Wohn-/Wirtschaftsgebäude von 1808 (i), Wohnhaus von um 1910, Speicher von 1810 und weiteren wirtschaftlichen Nebengebäuden in Ziegelbauweise. Seltene Anlage aufgrund ihres Alters und ihrer Dimension.
| Lage                                            | Bezeichnung              | Beschreibung | ID       | Bild |
| ----------------------------------------------- | ------------------------ | --- | -------- | ---- |
| Hardensetten, Lohof 1 52° 6′ 14″ N, 8° 1′ 39″ O | Wohn-/Wirtschaftsgebäude | Inmitten der Hofanlage gelegenes Wohn-/Wirtschaftsgebäude, Vierständerbau, Fachwerk mit verputzten Gefachen, Krüppelwalmdach, errichtet 1808 (i).                                                | 45785218 | BW   |
| Hardensetten, Lohof 1 52° 6′ 14″ N, 8° 1′ 40″ O | Wohnhaus                 | Östlich an das Wohn-/Wirtschaftsgebäude angebautes, zweigeschossiges Wohnhaus, Massivbau mit Fachwerkgiebeln, Verbindungsbau zum Wohn-/Wirtschaftsgebäude, Mansardwalmdach, errichtet wohl 1913. | 45785264 | BW   |
| Hardensetten, Lohof 1 52° 6′ 12″ N, 8° 1′ 41″ O | Stall                    | Im Süden der Hofanlage gelegener Stall, massiver Ziegelbau mit Längsdurchfahrten, einseitig ein Fachwerkgiebel, Krüppelwalmdach, errichtet wohl um 1900 als Bullenstall.                         | 45785576 | BW   |
| Hardensetten, Lohof 1 52° 6′ 13″ N, 8° 1′ 37″ O | Speicher                 | Westlich des Haupthauses gelegener, zweistöckiger Speicher, Wandständerbau mit verputzten Gefachen, Krüppelwalmdach, errichtet 1810 (i). Südlich jüngere Nebengebäude direkt anschließend.       | 45785711 | BW   |
| Hardensetten, Lohof 1 52° 6′ 15″ N, 8° 1′ 41″ O | Mühlengebäude            | Nordöstlich der Hofanlage, jenseits des kleinen Weges gelegenes, ehemaliges Mühlengebäude, einstöckiger Wandständerbau mit verputzten Gefachen, Satteldach, errichtet wohl im 19. Jahrhundert.   | 45785910 | BW   |
| Hardensetten, Lohof 1 52° 6′ 12″ N, 8° 1′ 41″ O | Scheune                  | Im Süden der Hofanlage gelegene Scheune, Fachwerkbau mit verputzten Gefachen, Längsdurchfahrt, Satteldach, errichtet wohl im 19. Jahrhundert.                                                    | 45785965 | BW   |
| Hardensetten, Lohof 1 52° 6′ 13″ N, 8° 1′ 37″ O | Stall                    | Im Westen der Hofanlage gelegener Stall, unmittelbar an den Speicher anschließend, massiver Ziegelbau, Satteldach, errichtet wohl um 1900. Nachträglich nach Süden verlängert.                   | 45786111 | BW   |

## Hof Meyer zu Klöntrup
Am Ende eines Stichweges gelegene Hofanlage, mit Wohn-/Wirtschaftsgebäude von 1861(i) und Scheune von 1891 (i), in Fachwerkbauweise von Meister Caspar Bredemann errichtet.
| Lage                                                      | Bezeichnung              | Beschreibung | ID       | Bild |
| --------------------------------------------------------- | ------------------------ | --- | -------- | ---- |
| Westerwiede, Remseder Straße 17 52° 7′ 17″ N, 8° 5′ 15″ O | Wohn-/Wirtschaftsgebäude | Im Norden des Wirtschaftshofes gelegenes Wohn-/Wirtschaftsgebäude, Vierständerbau, Wohnteil mit beidseitiger Erweiterung, Fachwerk mit verputzten Gefachen, Satteldach, errichtet 1861 (i). Der firstparallele Scheunenanbau wurde abgebrochen. | 45796864 | BW   |
| Westerwiede, Remseder Straße 17 52° 7′ 16″ N, 8° 5′ 16″ O | Scheune                  | Im Süden des Wirtschaftshofes gelegene Scheune, Fachwerkbau mit Längsdurchdfahrten, Satteldach, errichtet 1891 (i). | 45796938 | BW   |